# Manuel de Moura

Manuel de Moura, 2. Marquês de Castelo Rodrigo, Anonym, spanische Schule, 17. Jahrhundert

Dom Manuel de Moura Corte-Real, 2. Marquês de Castelo Rodrigo, (pt.: Manoel de Moura e Côrte-Real, * 17. August 1590 in Madrid; † 28. Januar 1651 ebenda) war ein portugiesischer Adliger in Diensten des spanischen Königs. Er war Statthalter der habsburgischen Niederlande von 1644 bis 1647.

## Leben
Manuel de Moura Corte-Real war der Sohn von Cristóvão de Moura (1538–1613), 1. Marquês de Castelo Rodrigo, und Margarita Corte-Real, dem Oberhaupt der Familie Corte-Real. Obwohl seine Familie in Diensten des Königs von Spanien stand, war er portugiesischer Herkunft mit Wurzeln in Lissabon. Die Ursprünge sollen in der Eroberung von Moura (Alentejo) während der Reconquista liegen, die auf 1165 datiert wird. Das Vermögen der Familie stammt jedoch aus dem späten 16. Jahrhundert, als Cristóvão de Moura die Ansprüche Philipps II. von Spanien auf den portugiesischen Thron unterstützte, der zum Zusammenschluss der beiden Länder führte.
Manuel de Moura erbte 1613 die Titel und den Besitz seines Vaters und trat 1615 in habsburgische Dienste als Gentilhombre de cámara des zukünftigen Königs Philipp III. von Portugal. Als der Prinz 1621 den Thron bestieg, wurde er zum Grande von Spanien ernannt; anschließend beteiligte er sich an den Palastintrigen, die zum Sturz des Herzogs von Lerme führten. Zuerst gehörte er der Umgebung von Olivares an, dessen Aufstieg er favorisierte, dann wurde er in neue Intrigen verwickelt – woraufhin Olivares, dessen Position noch nicht gefestigt war, ihn mit Auslandseinsätzen beauftragte, um ihn vom Hof fernzuhalten.
Castelo Rodrigo wurde 1627 nach Lissabon entsandt, um eine Flotte auszurüsten, 1630 aber nach Madrid zurückgerufen, als Olivares entschied, seinen Rivalen als Diplomaten einzusetzen. Er wurde 1632 als Botschafter nach Rom geschickt, wo er sich zum Patron von Francesco Borromini und des Bildhauers François Duquesnoy entwickelte. Der Aufenthalt in Rom endete mit dem Aufstand Portugals im Dezember 1640. Er blieb der spanischen Krone treu, obwohl seine Familie erhebliche Verluste in Portugal zu tragen hatte. Trotzdem war es unpolitisch, einen Portugiesen als spanischen Botschafter in Rom zu haben, obwohl Olivares sich der Treue Castelo Rodrigos weiterhin nicht sicher war.
1642 wurde er nach Wien entsandt, wo er bis Mai 1644 diente. Ab Juni 1644 war er in Brüssel als Gouverneur der spanische Niederlande, wo er Francisco de Melo ablöste. Er arbeitete am Frieden zwischen der Republik der Sieben Vereinigten Provinzen und Spanien und war maßgeblich an den Vorverhandlungen beteiligt, die die Friedenskonferenz von Münster in Gang setzte. Er diente als Minister Philipps IV. bis er im Jahr 1647 nach Spanien zurückgerufen wurde.
Castelo Rodrigo kam am 14. Januar 1648 in Madrid an, wo er 1649 als Mayordomo mayor im Königspalast bezeugt ist. Ein Porträt, das früher Diego Velázquez zugeschrieben wurde, zeigt ihn im Alter von etwa 60 Jahren. Er starb 1651 in Madrid, 61 Jahre alt.

## Ehe und Familie
Manuel de Moura heiratete Leonor Álvarez Pereira de Melo († 19. Juni 1641). Das Ehepaar bekam vier Kinder:
- Cristovão de Moura, Conde de Lumiares; ⚭ 1649 Henriette von Lothringen (1611–1660), Tochter von Franz II., Herzog von Lothringen und Bar, Graf von Vaudémont, und Christine Katharina zu Salm, Gräfin von Salm-Badenweiler, Witwe von Louis de Guise, und Carlo Guasco, Marchese di Sallerio, heiratete 1652 in vierter Ehe Francesco Grimaldi (alle drei trugen den Titel eines Fürsten von Pfalzburg und Lixheim)
- Francisco de Moura (1610–1675), 2. Marquês de Castelo Rodrigo; ⚭ 1639 Ana María de Montcada (* 1616), Tochter von Antonio de Montcada, 6. Duca di Montalto, und Juana de la Cerda
- Margarida Francisca de Moura; ⚭ Miguel Luis de Menezes (1614–1641), Duque de Camiña, Sohn von Luis de Menezes, 7. Marqués de Vila Real, und Juliana de Menezes
- Maria de Moura; ⚭ Miguel Luis de Menezes (1614–1641), Duque de Camiña, Witwer von Margarida Francisca de Moura, heiratete 1630 in dritter Ehe Joana Juliana Maria Máxima de Bragança, Condesa de Faro

Sein Sohn Francisco wurde der 3. Marquês de Castelo Rodrigo. Wie sein Vater wurde er Statthalter der habsburgischen Niederlande.